# Хвалебнова, Ольга Александровна
О́льга Алекса́ндровна Хвале́бнова (18 апреля 1902, Минск, Минская губерния, Российская империя — 7 октября 1982, Москва, СССР) — советский государственный и политический деятель.
Член РКП(б) с 1920 года, секретарь Союза писателей СССР (1939—1942), заместитель председателя Комитета советских женщин (1941—1982), заместитель председателя правления Всесоюзного общества «Знание» (1949—1979). Заслуженный работник культуры РСФСР (1972), кавалер ордена Октябрьской революции (1982), орденов Трудового Красного Знамени (трижды).
Из семьи священника, расстрелянного в годы советской власти. После окончания школы сделала карьеру в комсомоле и в партии, в частности, была заведующей культпросветотделом Московского городского комитета ВКП(б). В 1939—1942 годах была секретарём Союза писателей СССР. После начала Великой Отечественной войны участвовала в формировании писательской роты и организовывала эвакуацию литераторов. При этом во время «московской паники» одной из первых бежала из города, в котором должна была остаться в качестве подпольщицы. После этого в литературу не вернулась, занявшись женским движением, будучи на протяжении долгих лет заместителем председателя Комитета советских женщин. В 1942—1949 годах являлась заместителем заведующей отделом пропаганды и агитации МГК ВКП(б), а в 1949—1979 годах — заместителем председателя Всесоюзного общества «Знание». В последние годы вела борьбу против публикации романа «Новое назначение» А. А. Бека, в котором был выведен её покойный муж И. Ф. Тевосян, нарком чёрной металлургии. Скончалась в 1982 году в возрасте 80 лет.

## Биография

### Молодые годы, семья
Ольга Александровна Хвалебнова родилась 18 апреля 1902 года в Минске в семье священослужителя. Имела старшего брата Георгия — выпускник Слуцкой гимназии, он учился в институте при Наркомпросе по подготовке инспекторов по народному просвещению, был директором школы и погиб, утонув во время спасения своих учеников от наступления немцев в 1918 году на Украине.
Отец — Александр Васильевич Хвалебнов (род. 1871), выпускник Калужской духовной семинарии (1892) и Санкт-Петербургской духовной академии со степенью кандидата богословия (1896), служил помощником инспектора Минской духовной семинарии, смотрителем Слуцкого духовного училища, настоятелем Воскресенской церкви Слуцка в сане протоиерея, в 1927 году арестован за борьбу с обновленчеством и выслан на 3 года в Краснококшайск, в 1937 году арестован по 58-й статье и по приговору тройки НКВД расстрелян в 1938 году; в 1989 году реабилитирован. Мать — Валентина Ивановна, урождённая Борковская (1883—1962), из семьи священника, сестра В. И. Борковского. Брак Борковской и Хвалебнова был устроен родителями, не по любви, вдобавок к большой разнице в возрасте.
В 1912 году поступила в Слуцкую гимназию, пела в церковном хоре, свободно владела французским и немецким языками. После начала Первой мировой войны, в 1915 году Слуцкое духовное училище было эвакуировано в Ковров Владимирской губернии, куда выехала и семья Хвалебновых. После Октябрьской революции Валентина Ивановна с детьми не возвратилась в Слуцк, а уехала в Москву, где создала новую семью. Порвав со старым мужем, она вышла замуж за учителя своих детей И. М. Граева, от которого в 1922 году родила сына Марка. Ольга не приняла новый брак матери и ушла из семьи, став жить самостоятельно. В дальнейшем о судьбе отца не распространялась, тогда как в автобиографиях указывала, что она — «из семьи учителя».

### Партийно-общественная работа
В 1919 году после окончания средней школы в возрасте 17 лет начала работать учительницей, стала членом профсоюза и вступила в комсомол. Активно участвуя в работе комсомольской организации, вскоре стала секретарём Замоскворецкого районного комитета комсомола. В 1920 году вступила в РКП(б). В дальнейшем работала в Замоскворецком райкоме партии, где занимала пост помощника первого секретаря Р. С. Землячки, с которой сдружилась. В годы работы в райкоме познакомилась с И. Ф. Тевосяном (будущий нарком чёрной металлургии), который в то время учился в Горной академии, где одновременно был секретарём парторганизации, а также заместителем заведующего отделом пропаганды и агитации райкома. Поженились в 1925 году, у них было двое детей:
- сын Владимир (род. 1931)[18], экономист[1];
- дочь Розалия (род. 1936)[18], архитектор[23], заслуженный работник культуры Российской Федерации[24], жена И. А. Василевского[25].

Позднее трудилась секретарем парткома, инструктором, заведующей отделом пропаганды и агитации райкома, заведующей культпросветотделом Московского городского комитета ВКП(б), курировала театры Москвы, сады и парки Москвы, Ансамбль народного танца имени Игоря Моисеева. Одновременно с партийной работой, в 1926—1930 годах, заочно училась в Институте народного хозяйства имени Г. В. Плеханова, который окончила по специальности «экономист текстильной промышленности» и дальнейшие три года проработала инженером-экономистом. В 1934 году была избрана депутатом Кировского районного Совета рабочих, крестьянских и красноармейских депутатов от Краснохолмской фабрики. В 1938 году после ареста первого секретаря МГК ВПК(б) А. И. Угарова под руководством Н. С. Хрущёва была проведена чистка московской парторганизации. Хвалебнова была освобождена от должности и переведена на пост заведующей организационным отделом в московскую «Промкооперацию», где занималась развитием спорта, в частности, курировала спортивное общество «Спартак» и сотрудничала с братьями Старостиными.
В 1939—1942 годах занимала пост секретаря Союза писателей СССР. Избежав репрессий среди хозяйственных работников, была избрана на эту должность по предложению А. А. Фадеева, с которым была знакома ещё с 1920-х годов по совместной работе с Тевосяном в Замоскворецком райкоме. Была секретарём парторганизации и членом партбюро, организовывала военные семинары для членов Союза, по возможности поддерживала писателей, отмечая при этом, что «не всегда на основе конкретного разбора той или иной книги товарищи в состоянии поставить большую литературную проблему», а «многие произведения коммунистов-писателей идейно и художественно слабы».

### Военные годы
После начала Великой Отечественной войны участвовала в формировании писательской роты московского ополчения. В июле 1941 года, встретившись с беспомощными и пожилыми писателями-ополченцами, М. И. Белкина в Союзе «наткнулась» на Хвалебнову и М. Ф. Бахметьеву (жена В. М. Бахметьева) и «выложила все, что думала, не зная, что обе эти дамы и были ответственны за писательскую роту. Хвалебнова, холодно меня оборвав, сказала, что все писатели добровольно пошли на фронт, они хотели выполнить свой патриотический долг. — Но они могли выполнить этот долг и в другом месте! — не унималась я. — Это преступление! Их послали просто на убой, это же пушечное мясо!». В результате, выжила только половина из ушедших на фронт писателей, и такую мобилизацию Б. М. Рунин расценил как чистку писательской организации, избавление от старой интеллигенции.
Согласно официальной биографии, в краткие сроки организовала и провела эвакуацию писателей. По свидетельству Ю. А. Жукова, уверяла писательницу Р. М. Азарх, что «никакой опасности вторжения гитлеровцев в Москву сейчас нет», а «писателей и членов их семей вывозят из столицы только потому, что она стала прифронтовым городом». В октябре 1941 года в разгар «московской паники» выехала из города вместе с мужем с разрешения Краснопресненского райкома, дав необходимые распоряжения своим подчинённым при Фадееве, который вскоре тоже уехал. Эвакуация Фадеева и Хвалебновой вызвала негативную реакцию, особенно у «оставшихся в Москве»; так, на деле отвечавший за эвакуацию В. Я. Кирпотин отмечал, что «фактически они бросили Союз писателей».
Узнал страшные подробности панического бегства сотен тысяч из М. Те, кто не попал в эшелон, двинулись пешком по Горьковскому и Казанскому трактам. Дикие сцены по дороге. Бежали все ответработники и даже наш партсекретарь Хвалебнова.Из дневника Ф. В. Гладкова, 7 декабря 1941 года, Свердловск.
Согласно же архивным документам, должна была остаться в оккупированной немцами Москве для диверсионной работы в «боевой конспиративной партийной организации, которая бы возглавила борьбу против немецко-фашистских оккупантов в случае оставления города частями Красной армии». Уехав вместе с Фадеевым в эвакуацию в Свердловск, в дальнейшем в литературу не вернулась.

### В женском и просветительном движениях
Приняв участие в антифашистском женском митинге в сентябре 1941 года, в том же году стала заместителем председателя новооснованного Антифашистского комитета советских женщин (в 1956 году переименован в Комитет советских женщин), проработав на этом посту до 1982 года, при разных председателях — В. С. Гризодубовой, Н. В. Поповой, В. В. Терешковой, которой, в частности, писала речи для выступлений на различных мероприятиях. В качестве члена правления и президиума Комитета, а также члена бюро и ревизионной комиссии Международной демократической федерации женщин, была участницей многочисленных отечественных и зарубежных конгрессов, съездов и конференций женских организаций. Снова сменив место основной работы, в 1942—1949 годах занимала посты заместителя заведующей отделом пропаганды и агитации МГК ВКП(б) и заведующей парткабинетом Московского городского и областного комитетов партии. Вела активную идеологическую работу, рассказывала о деятельности и биографиях В. И. Ленина и И. В. Сталина, по собственным словам, оказывая «помощь партийному активу, лекторам, пропагандистам, изучающим теорию марксизма-ленинизма». Это была последняя должность Хвалебной в московской парторганизации, где она проработала 20 лет.
Советские женщины горячо любят свою Родину, беззаветно преданы коммунистической партии и с честью сделают всё, что потребуется от них для блага Родины, во имя построения коммунизма. Мы смело идём вперёд под боевым непобедимым знаменем Ленина-Сталина, под испытанным руководством большевистской партии, великого Сталина, и нет такой силы в мире, которая могла бы задержать наше победоносное движение к коммунизму.Поздравление О. А. Хвалебновой к Международному женскому дню 1949 года.
В 1949—1979 годах была заместителем председателя правления Всесоюзного общества по распространению политических и научных знаний (впоследствии переименовано в общество «Знание»). На этой должности отвечала за международные связи, курировала народные университеты, журнал «Наука и религия», а также Политехнический музей. В 1949 году стала членом Советского комитета защиты мира, также являлась членом его президиума и правления. Как член Союза советских обществ дружбы и культурной связи с зарубежными странами участвовала во всех международных женских конгрессах, а также в съездах в защиту мира. Будучи специалистом по США, возглавила первую делегацию в Америку, куда впоследствии неоднократно выезжала и общалась с представителями женского движения, в том числе, с Э. Рузвельт. Была руководителем делегаций советских женщин на поездках в ФРГ, Польшу, Индию, Венгрию, Чехословакию, Финляндию. В своих работах о проблемах советской женщины следовала партийным установкам и подобно своим предшественникам-публицистам указывала на то, что женский вопрос в СССР решён «давно и навсегда»
Также занималась профсоюзной работой, являясь с 1951 года членом центрального комитета Профсоюза работников политпросвета, а затем — работников культуры. Избиралась депутатом Московского городского совета депутатов трудящихся, в частности, в 1950 году, будучи председателем избирательной комиссии Куйбышевского избирательного округа. Согласно официальной биографии, проявляла «большие организаторские способности, высокую ответственность, непримиримость к небрежности и необязательности в работе», тогда как «необычайная трудоспособность, высокая требовательность к себе, принципиальность, личная скромность, бескорыстное отношение к делу, чуткость к товарищам, обостренное чувство справедливости снискали ей неизменное уважение и авторитет».

### Борьба с романом «Новое назначение» Бека
Будучи всё ещё «всесильной», на исходе «оттепели» как вдова Тевосяна активно выступила против публикации романа «Новое назначение» А. А. Бека. Произведение было закончено в конце 1964 года и должно было быть опубликовано в журнале «Новый мир» в первом номере 1965 года. Рукопись ходила по знакомым Бека и каким-то образом без ведома автора попала к Хвалебновой, которая разглядела своего покойного мужа Тевосяна в образе Онисимова, главного героя романа. Доказывая, что там искажается образ Тевосяна, который преподносится как «служака» и «преданная собака Сталина», она использовала свои политические связи и вовлекла председателя Совета министров СССР А. Н. Косыгина, секретаря ЦК КПСС П. Н. Демичева, председателя Госплана А. Н. Тихонова, маршала А. М. Василевского в борьбу против автора романа и редакции журнала в лице А. Т. Твардовского. В начале работы над романом Бек обратился к Хвалебновой с просьбой побеседовать о её муже, но получил отказ, и в дальнейшем писал, что в романе «далеко отошёл» от Тевосяна. Согласно Г. Ц. Свирскому, жалобы и «неутомимость» вдовы Тевосяна, «кричавшей на всех углах», послужили лишь поводом для расправы над романом, в котором с «предельной достоверностью» был показан нелицеприятный «портрет сталинской гвардии»; по другим данным, Хвалебнова была недовольна не столько образом Тевосяна, сколько своим собственным.

Полгода назад я обратилась к А. Н. Косыгину в связи с тем, что писатель А. Бек собирался опубликовать в журнале «Новый мир» роман о металлургах, в котором он создал отрицательный клеветнический образ И. Ф. Тевосяна. В ответ на это письмо мне было сообщено, что редколлегия журнала пришла к выводу, что в таком виде опубликовать роман нельзя и доводы редколлегии в основном совпадали с доводами, изложенными мною в письме Алексею Николаевичу. Вчера совершенно неожиданно для меня я узнала, что роман А. Бека должен быть опубликован в восьмом и девятом номерах «Нового мира». Я получила возможность ознакомиться с новым вариантом романа и должна сообщить Вам, что в последнем варианте, подготовленном уже к изданию, А. Бек еще усугубил отрицательный образ Тевосяна. По всем данным он изображает Тевосяна под фамилией Онисимова, называя его Председателем Государственного комитета по делам металлургии и топлива при Совете Министров СССР. При этом он, якобы для исправления, упоминает в нескольких местах фамилию Тевосяна, разговаривающего с Онисимовым. А на самом деле получается, что Тевосян разговаривает с Тевосяном.— Письмо О. А. Хвалебновой секретарю ЦК КПСС П. Н. Демичеву о романе А А. Бека «Онисимов», 22 июля 1965 года.
В конце 1964 года в ответ на жалобы, приостановившие публикацию романа, Бек начинает перерабатывать рукопись, исключая «совпадения, которые могли дать повод искать в Онисимове Тевосяна». Обидевшись на Твардовского, который отказался связываться «с этой бабой», Бек отнёс рукопись в журнал «Знамя», но затем опять вернулся в «Новый мир», где в июле 1965 года роман был сдан в набор. В 1966 году В. А. Каверин на заседании секции прозы Московской писательской организации при обсуждении произведения «Раковый корпус» А. И. Солженицына поднял следующий вопрос: «Почему до сих пор не издан роман Бека „Новое назначение“? Лучшие, самые опытные литераторы высказались за издание книги Бека. На другой чаше весов было мнение какой-то дамы. И мнение дамы перевесило. И в промышленности и в науке уже прислушиваются к мнению специалистов, в литературе — нет». Тогда же Е. Ю. Мальцев выразил свою уверенность в том, что «книга Бека будет издана», так как «у нас идут сложные и необратимые процессы демократизации, — догматики и субъективисты могут помешать этим процессам, но не могут их остановить».
Тем не менее, Хвалебнова, откуда-то узнавшая о новом варианте рукописи, написала второе письмо в ЦК, после получения которого редакцией Твардовский самостоятельно снял роман с публикации, не дожидаясь вмешательства цензуры. После ещё двух писем Хвалебновой в ЦК, в которых она писала, что «Бек усугубил отрицательный образ Тевосяна» и «не жалеет красок для того, чтобы клеветнически изобразить жену и весь образ жизни семьи», а также встречи с писателем, где её поведение было «откровенно враждебным» и примириться не удалось, публикация романа в СССР оказалась невозможной. В 1971 году «Новое назначение» было опубликовано в эмигрантском издательстве «Посев», причём Бек успел ознакомиться с этим изданием на смертном одре, хоть так и не дождался выхода романа у себя на родине.

### Смерть, похороны, наследие
Ольга Александровна Хвалебнова скончалась 7 октября 1982 года в Москве от инфекции, занесённой во время госпитализации в Кунцевской больнице. Похоронена на Кунцевском кладбище. Некоторые материалы из личного фонда Хвалебновой хранятся в государственном архиве, куда были переданы в 1984 году.

## Награды
- Заслуженный работник культуры РСФСР (10 января 1972 года) — «за заслуги в области советской культуры»[95].
- Орден Октябрьской Революции (16 апреля 1982 года) — «за многолетнюю активную общественно-политическую деятельность и в связи с восьмидесятилетием со дня рождения»[96].
- Орден Трудового Красного Знамени (трижды)[65], в том числе:
  - (6 сентября 1947 года) — «за успешную работу по осуществлению генерального плана реконструкции города Москвы»[97].
  - (7 марта 1960 года) — «в ознаменование 50-летия Международного женского дня и отмечая активное участие женщин Советского Союза в коммунистическом строительстве и их заслуги перед Советским государством по воспитанию молодого поколения, за достижение высоких показателей в труде и плодотворную общественную деятельность»[98].
- медали[65][2].

## Комментарии
1. ↑  Говоря о Хвалебновой, писатель А. Н. Рыбаков (председатель литературной комиссии по наследию Бека) отмечал, что «эта дама стояла на пути Бека при жизни автора и десять лет после его смерти»[88]. Во время «перестройки» и изменения политической обстановки распространились слухи о том, что в журнале «Знамя» вернулись к идее о публикации «Нового назначения»[89], после чего сын Тевосяна написал генеральному секретарю ЦК КПСС М. С. Горбачёву письмо с просьбой «оставить в силе решение и не издавать роман А. Бека», так как в нём «клеветнически изображается мой отец»[90]. В итоге, роман всё-таки был опубликован в 1986 году благодаря главному редактору «Знамени» Г. Я. Бакланову[91][92].